# Lepidotheca macropora
Lepidotheca macropora är en nässeldjursart som beskrevs av Stephen D. Cairns 1986. Lepidotheca macropora ingår i släktet Lepidotheca och familjen Stylasteridae. Inga underarter finns listade i Catalogue of Life.